# De grote woonwens
De grote woonwens is een Nederlands televisieprogramma van RTL 4 dat voor het eerst werd uitgezonden op 28 oktober 2009. Het programma werd gepresenteerd door Nicolette van Dam.
In het programma worden huizen en bedrijfjes die in een onhoudbare staat verkeren onder handen genomen door een team van werklieden. De ene keer wordt er bijvoorbeeld een gezin gevolgd met een gezinslid dat hulpbehoevend is, de andere keer een winkel die bijna failliet gaat. Het is de bedoeling dat de toekomst van het bedrijfje er na de opknapbeurt weer beter uitziet. Door middel van interviews met de gezinsleden wordt eveneens het sociale aspect belicht.